# HD 38284
HD 38284，又名BD+62 784，SAO 13618、HR 1976，是一颗恒星，视星等为6.13，位于銀經150.37，銀緯17.24，其B1900.0坐标为赤經5h 39m 38.3s，赤緯+62° 17.24′ 14″。